# Theobald Scharnagl
Theobald Andreas Scharnagl, O.Cist. (4. února 1867 Chodský Újezd – 9. června 1943 Osek u Duchcova) byl česko-německý římskokatolický duchovní, v letech 1912–1943 v pořadí 46. opat cisterciáckého kláštera v Oseku u Duchcova.

## Život

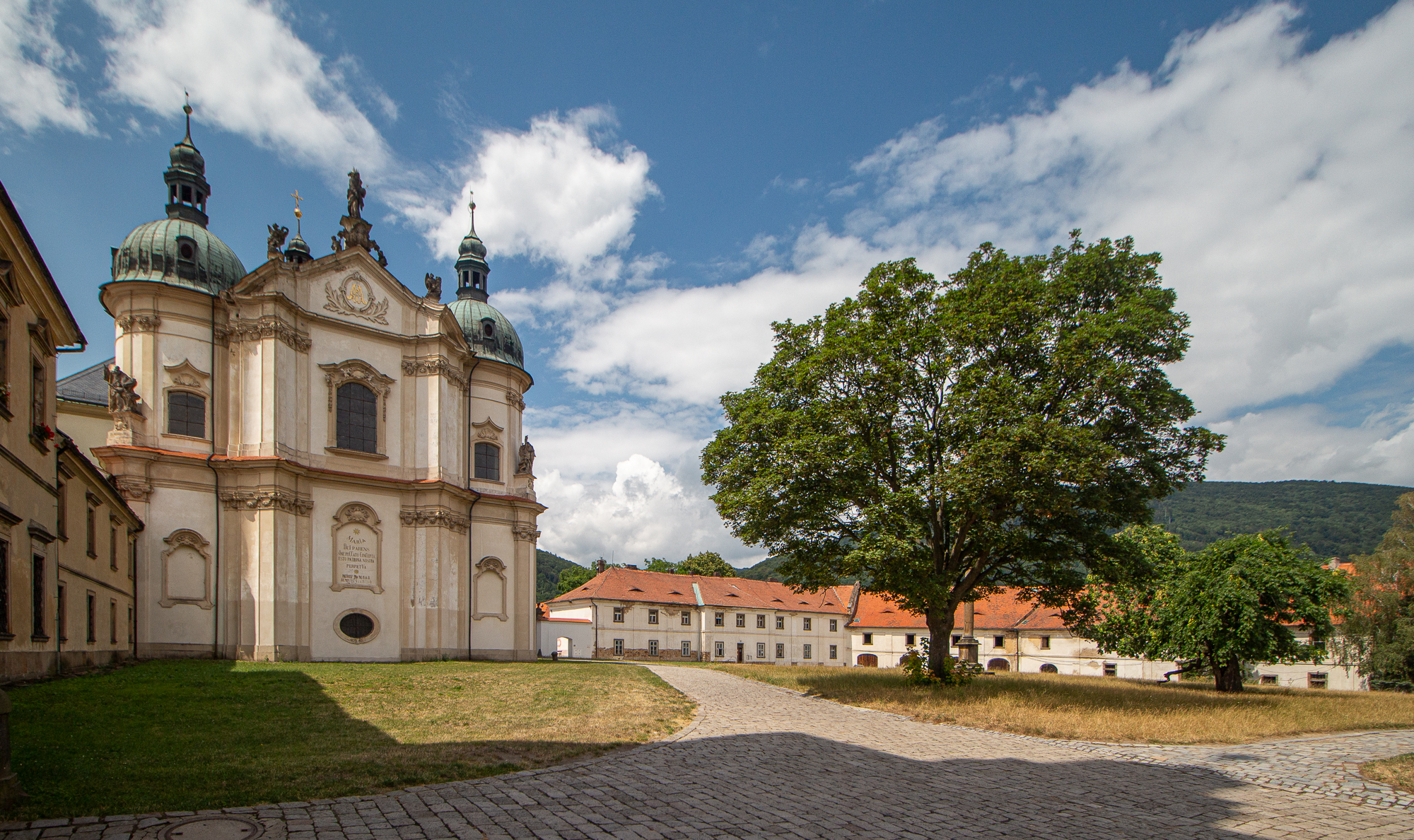
Cisterciácký klášter v Oseku

Narodil se v Chodském Újezdu (tehdy Heiligenkreuz) na Tachovsku, a v roce 1889 vstoupil do cisterciáckého řádu v Oseku. Roku 1894 přijal kněžské svěcení a začal působit jako vyučující na gymnáziu v Chomutově. Zde působil 18 let. Po smrti opata Siegla byl v roce 1912 zvolen komunitou na jeho místo. Z titulu zemského preláta zasedal do roku 1918 v českém zemském sněmu.
Za jeho působení byl v roce 1921 klášter zasažen pozemkovou reformou. 
Opat Theobal Andreas Scharnagl zemřel v Oseku v době druhé světové války v roce 1943 a na jeho místo byl zvolen Eberhard Harzer, poslední opat před poválečným nuceným rozpuštěním konventu. 
Po roce 1945 byl odsun německých mnichů z Oseka odůvodňován údajným "protičeským" vystupováním kláštera za první republiky, tedy za doby Scharnglovy opatské funkce. Toto tvrzení je však v rozporu se skutečností, že osečtí cisterciáci obstarávali v Oseku rovněž českojazyčnou duchovní správu a že sám opat Scharngl se aktivně podílel na založení českojazyčné osecké základní školy.